# Judéo-christianisme
Le judéo-christianisme correspond, sur le plan historique, aux chrétiens d'origine juive qui observent les prescriptions de la Loi mosaïque. Majoritaire au sein du christianisme au Ier siècle, dispersé par les événements historiques qui frappent la Palestine au cours du Ier siècle, ce courant consiste par la suite en un ensemble de groupes à la théologie et aux croyances diverses qui disparaissent en Occident au cours du IVe siècle et en Orient au cours du VIe siècle.
D'autre part, le terme de « judéo-christianisme » a fait fortune dans le monde intellectuel à partir de la fin du XIXe siècle, où il désigne, de manière parfois approximative, un ensemble de croyances ou de principes moraux issus de la Bible, donc se référant à un héritage à la fois chrétien et juif, puisque la Bible hébraïque fait partie de la Bible chrétienne sous le nom d'Ancien Testament.

## Présentation du concept

### Sens du terme
La paternité du terme « judéo-christianisme » est attribuée à un exégète biblique protestant libéral, Ferdinand Christian Baur, fondateur de l'école de Tübingen, dans un article publié en 1831,. Le terme « judéo-chrétien » désigne ici les chrétiens d'origine juive qui sont apparus au Ier siècle, autour de Jésus de Nazareth lui-même, qui croient en sa messianité tout en respectant la Torah.
Peu après que ce mot eut été formulé, le concept de « judéo-christianisme » est réemployé par les scientifiques français dans le sillage de Renan et l'idée que la religion et la morale chrétienne soient issues d'une filiation entre le judaïsme et le christianisme se répand.
Or cette notion de judéo-christianisme, qui est d'origine chrétienne, réduit les Écritures juives au Pentateuque et aux Livres prophétiques, en ignorant l'ensemble du judaïsme postérieur à Jésus-Christ, ce qui occulte une grande part de l'identité religieuse et de la morale juives, contenues notamment dans le Talmud.
Le concept de « morale judéo-chrétienne » devient en particulier un repoussoir pour les positivistes, qui reprennent les critiques de Nietzsche, pour les socialistes, qui estiment cette morale trop individualiste, et même pour les antisémites.
Dans l'usage récent, le terme désigne le fonds commun des deux religions juive et chrétienne, autrement dit le « bloc » des croyants en un Dieu unique se réclamant de la Bible, par opposition aux athées, aux néopaganistes et même aux musulmans.

### Débats
Le concept historique de judéo-christianisme a longtemps dominé l'approche historiographique du christianisme primitif, mais il est contesté au début du XXIe siècle. D'une part, il nécessite le concept opposé de « pagano-christianisme », induisant des marqueurs idéologiques, comme le souligne Simon Claude Mimouni. D'autre part, afin d'éviter toute ambiguïté, il est préférable de n'appliquer ce terme qu'au christianisme ultérieur à l'année 135, en le limitant aux groupes marginaux qui le composent : entre autres les courants « nazôréens », « ébionites » ou encore « elkasaïtes ».
Si l'historiographie moderne s'accorde sur le fait que le christianisme est né dans un milieu exclusivement juif, elle enregistre de nombreuses divergences quant à la date de la rupture entre ces deux religions. « La séparation de ce qu'on appelle communément « la Synagogue » et « l'Église » s'est faite au terme d'un long processus selon plusieurs auteurs, ou bien dans la période 90-135 selon d'autres, ou encore à partir des années 65 pour d'autres chercheurs.

## Le judéo-christianisme antique

### Période apostolique et Église de Jérusalem
C'est à Jérusalem que demeurait lors de la période apostolique la principale communauté judéo-chrétienne même si les premiers chrétiens d'origine juive continuèrent de respecter la loi mosaïque dans toute la Diaspora.
Jacques le Juste, le « frère » de Jésus cité dans le Nouveau Testament et les Antiquités judaïques de Flavius Josèphe (Ant. jud., XX, 197-203), a été le plus important représentant du judéo-christianisme aux temps apostoliques tout en admettant que les païens convertis n'étaient pas tenus de se soumettre aux mêmes impératifs que les juifs (mais seulement aux lois noachides) :

« Je suis donc d'avis de ne pas accumuler les obstacles devant ceux des païens qui se tournent vers Dieu. Écrivons-leur simplement de s'abstenir des souillures de l'idolâtrie, de l'immoralité, de la viande étouffée et du sang. Depuis des générations en effet, Moïse dispose de prédicateurs dans chaque ville, puisqu'on le lit tous les sabbats dans les synagogues. »

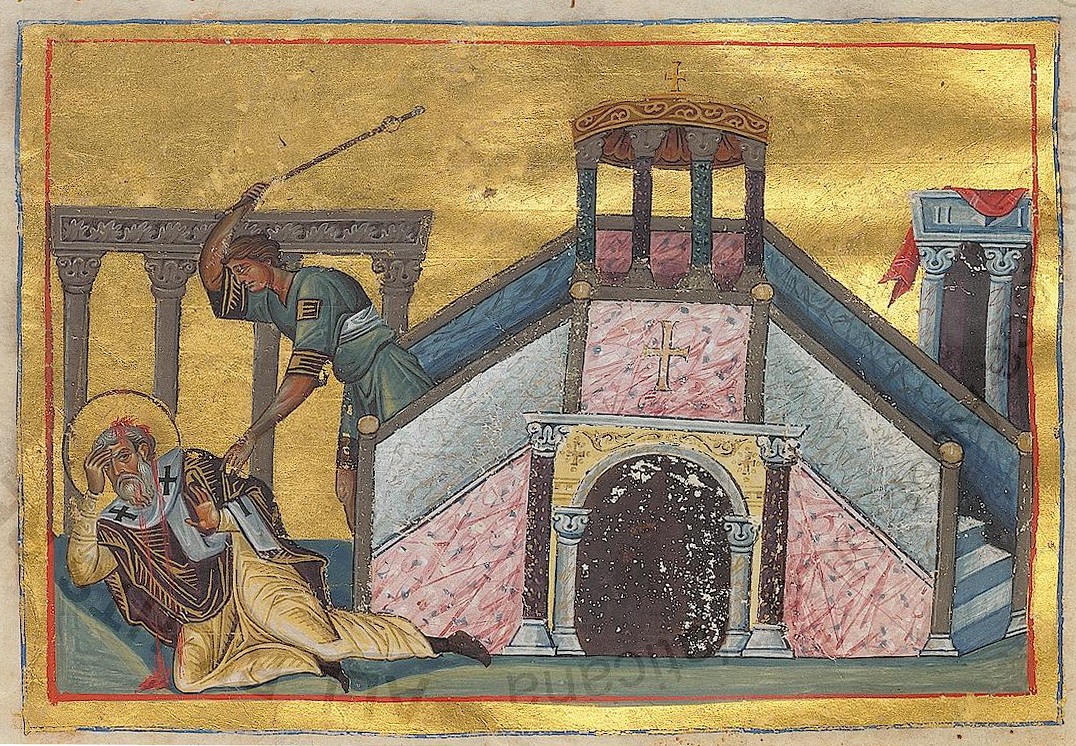
Martyre de Jacques le Juste dans le Ménologe de Basile II, un manuscrit daté de la fin du Xe siècle, ou du début du XI.

Les Pères apostoliques, et en particulier les hérésiologues, condamneront ultérieurement cette communauté à un moment où une figure de « Christ » se sera constituée. On lit par exemple dans la Lettre aux Magnésiens d'Ignace d'Antioche : « Il est absurde de parler de Jésus-Christ et de judaïser. Car ce n'est pas le christianisme qui a cru au judaïsme, mais le judaïsme au christianisme, en qui s'est réunie toute langue qui croit en Dieu.» (Lettre aux Magnésiens, X, 3).
La communauté chrétienne de Jérusalem est ébranlée par la perte de son chef en 62. Jacques le Juste est en effet arrêté et exécuté sur ordre du grand prêtre Hanan ben Hanan (le beau-frère de Joseph Caïphe) qui assume alors la réalité du pouvoir après le décès du procurateur romain. Cet événement précède de peu la première guerre judéo-romaine qui provoque en 67 la fuite d'une partie des chrétiens et sans doute, en 70 le massacre de ceux qui seraient restés lors du sac de Jérusalem par les Romains.

### Exil à Pella et dispersion
Suivant une tradition rapportée par Eusèbe de Césarée, la communauté de Jérusalem des disciples de Jésus de Nazareth se serait installée à Pella vers 66 ou 68, au cours de la révolte judéenne qui aboutira à la chute du Temple en 70 ; ceci aurait eu lieu après le martyre de Jacques en 62, la communauté judéo-chrétienne ou “nazaréenne” de Jérusalem ayant reçu par révélation l'ordre de quitter Jérusalem. Après cette dispersion en Transjordanie (Hist. eccl. 1, 5), la communauté se serait progressivement diversifiée.
Pour certains historiens, c'est là une construction théologique et légendaire d'Eusèbe ; la communauté de Jérusalem n'a pu survivre aux événements de 70. Plusieurs font remarquer que le souci d'Eusèbe est de bien marquer que, contrairement aux accusations des Romains qui ont duré plus d'un siècle, les chrétiens n'ont pas participé aux révoltes messianiques des deux premiers siècles. D'autres affirment que cette migration est possible même s'il est difficile d'en circonscrire le cadre spatio-temporel ou concluent à son historicité,.
C'est après la fin de la révolte et le retour à Jérusalem de cette communauté initiale que pourraient s'être dissociés différents courants judéo-chrétiens, avec des pratiques et des doctrines similaires plus quelques originalités qui leur sont propres.
À Pella, la communauté judéo-chrétienne se trouva en rapport avec des dissidents du judaïsme officiel de Jérusalem, comme les esséniens, baptistes ou hellénistes, qui avaient fait de la Pérée leur terre d'élection. De ce contact entre le judéo-christianisme dit “orthodoxe” et les sectes hétérodoxes du judaïsme serait nés plusieurs groupes impossibles à dénombrer. Aux nazaréens « orthodoxes », qui observaient la loi mosaïque et proclamaient simultanément la messianité et la divinité de Jésus faisaient pendant les ébionites, qui judaïsaient également mais ne voyaient en Jésus qu'un messie et prophète humain. Il a également été avancé que les ébionites procédèrent d'un noyau juif pré-chrétien et dissident, christianisé ultérieurement en Transjordanie au contact des judéo-chrétiens partis de Jérusalem avant la première guerre juive.
L'histoire ultérieure de la communauté judéo-chrétienne de Jérusalem est obscure. La dispersion fit que Jérusalem cessa d'être le centre du judéo-christianisme ; comme le souligne Marie-Françoise Baslez : « Bien que des traditions locales subsistent qui affirment le maintien d'une communauté judéo-chrétienne jusqu'à la seconde révolte juive menée par Bar Kochba, en 135, Jérusalem a cessé d'être un des centres de gravité du christianisme ».

### Ancrage palestinien auxIIIeetIVesiècles
Les principales communautés judéo-chrétiennes sont présentes en Palestine aux IIIe et IVe siècles. Ainsi, les judéo-chrétiens sont présents à Capharnaüm et à Nazareth en Galilée,,, ; ils sont également présents à Farj et à Er-Ramthaniyye en Gaulanitide,. Le judéo-christianisme s'est donc maintenu dans diverses communautés, comme celles des nazaréens ou des ébionites, attachées à un particularisme mosaïque qui les rendait distinctes du courant chrétien majoritaire.
La source principale à leur sujet est le Panarion d'Épiphane de Salamine, qui a tendance à les confondre entre eux mais qui rapporte qu'ils observent « la loi, la circoncision, le sabbat et le reste. » En témoignent aussi certains apocryphes (Évangile des Nazaréens, Évangile des Ébionites, Évangile des Hébreux) dont il ne reste que des fragments, ainsi que des traditions passées ultérieurement dans les écrits de la grande Église, sous l'effet d'un mouvement de rejudaïsation motivée par les dérives sectaires (gnostiques, marcionienne, etc.) aux IIe, IIIe ou IVe siècle.

### Après leIVesiècle
D'une manière générale, ces courants aux croyances diverses cessent d'exister en Occident au cours du IVe siècle et en Orient au cours du VIe siècle.
Les judéo-chrétiens disparaissent de Palestine au Ve siècle ; leur raréfaction pourrait résulter de l'absorption des nazôréens par la Grande Église, lorsque le durcissement des positions du christianisme nicéen, parallèlement à celui du judaïsme rabbinique, provoqua un double rejet des judéo-chrétiens au cours du IVe siècle et en contraignit un grand nombre à abandonner soit la pratique de la loi mosaïque, soit la foi en la messianité et divinité de Jésus.
Selon Édouard-Marie Gallez, de nombreux passages du Coran montrent le lien entre des judéo-chrétiens et l'islam de Mahomet au VIe siècle. Un groupe judéo-chrétien serait à l'origine de l'apparition de l'islam.
Différents écrits de la Grande Église intègrent ou reprennent des écrits judéo-chrétiens, ou plutôt judaïsants, puisque leurs auteurs ne sont vraisemblablement plus eux-mêmes ni juifs ni judéo-chrétiens au sens de nazaréens ou ébionites.

## Le judéo-christianisme en tant que catégorie morale

### Origine
L'expression « morale judéo-chrétienne » est très largement employée, mais n'est que rarement définie de manière précise. Elle a pour origine l'emprunt, à partir des années 1880, de cette expression créée par et pour l'exégèse biblique, par des penseurs français qui se veulent indépendants de la religion, à la suite d'Ernest Renan. En effet, celui-ci a repris à son compte les thèses de Baur et de l'école de Tübingen et décrit Jésus comme un réformateur du judaïsme.

### Critiques
Au tout début du XXe siècle, la morale judéo-chrétienne polarise les oppositions. Pour des positivistes tels que Jean-Marie Guyau ou Edmond Goblot, c'est la morale de l'interdit et de la culpabilité, ce dernier s'interroge même sur la possibilité d'une « morale sans interdit ». Pour les socialistes tels que Karl Marx, Jean Jaurès ou le communard Benoit Malon, c'est une morale de l'argent et de la domination, y compris de la domination de l'homme sur la femme ; toutefois, Jaurès et Malon ne font pas que condamner, ils approuvent les idéaux de fraternité et de justice, et Malon, qui a connaissance de la notion biblique de jubilé, y voit la préfiguration du communisme des premiers chrétiens. L'ouvrage de Marx La question juive, propage l'image d'un judaïsme de tous temps accapareur et individualiste qui ouvre la porte à un antisémitisme de gauche. Les antisémites de droite, ceux de l'Action française comme Charles Maurras et Robert Launay, sont quant à eux également des détracteurs de la morale judéo-chrétienne, mais pour des raisons opposées : au catholicisme garant de l'ordre et de la sagesse héritée de la Grèce antique et de Rome, ils opposent une morale imprégnée de « barbarie judéo-chrétienne », de « cette pensée hébraïque avec tout ce qu’elle traîne de rêve, de justice, de béatitude et d’égalité, de révoltes ».
Après 1914, la morale judéo-chrétienne devient la morale du devoir et de la justice. Henri Bergson diffuse auprès de toute une génération d'intellectuels la notion d'une morale judéo-chrétienne fondée sur l'obligation de justice. Enfin, le nazisme et le communisme reprennent à leur compte les critiques formulées au début du siècle par la droite et par la gauche. Quoique fréquents, les usages plus récents du terme ne semblent pas apporter beaucoup d'éléments nouveaux.

### Défenseurs
Les défenseurs sont assez peu nombreux. En effet, le concept de « morale judéo-chrétienne » unit les adversaires de la morale, ceux du christianisme et les antisémites. Ainsi une partie des catholiques a pu, à certaines époques, hésiter à défendre le concept. Toutefois, en 1893, Anatole Leroy-Beaulieu prend ouvertement la défense du judéo-christianisme, dénonce l'antisémitisme et pointe le danger de l'athéisme qu'il appelle le « néo-paganisme ». Le théologien catholique Alfred Loisy, l'un des premiers grands exégètes catholiques, va quant à lui réhabiliter, au sein de l'Église, l'idée que le christianisme est enracinée dans le judaïsme ancien, dans son livre paru en 1902, L'Évangile et l'Église. A leur suite, le catholique Charles Vacherot et le protestant Charles Renouvier défendent, l'un l'unicité de la « théologie judéo-chrétienne », l'autre la compatibilité profonde de la morale de l'Ancien Testament et de celle de Jésus.
Entre les deux guerres, la conjonction des influences judéo-chrétienne et gréco-romaine dans la construction de la civilisation européenne est reconnue. Paul Valéry donne en 1921 la définition suivante de l'Europe : « ensemble de gens romanisés, baptisés ou judaïsés, grécisés ».